# Un homme pas comme les autres (film)
Pour les articles homonymes, voir Un homme pas comme les autres.
Pour plus de détails, voir Fiche technique et Distribution.
Un homme pas comme les autres (Trouble Along the Way) est un film américain réalisé par Michael Curtiz, sorti en 1953.

## Synopsis
Luttant pour conserver la garde de sa fille après son divorce, l'entraîneur d'une équipe de football universitaire, Steve Williams, se retrouve mêlé à un scandale.

## Fiche technique
- Titre original : Trouble Along the Way
- Titre français : Un homme pas comme les autres
- Réalisation : Michael Curtiz
- Scénario : Melville Shavelson et Jack Rose, d'après une histoire de Douglas Morrow et Robert Hardy Andrews
- Direction artistique : Leo K. Kuter (en)
- Photographie : Archie Stout
- Costumes : Moss Mabry
- Maquillage : Gordon Bau
- Montage : Owen Marks
- Musique : Max Steiner
- Production : Melville Shavelson
- Société de production : Warner Bros.
- Société de distribution : États-Unis, Warner Bros.
- Pays de production :  États-Unis
- Langue : anglais
- Format : Noir et blanc – 1,37:1 – 35 mm – Mono (RCA Sound System)
- Genre : comédie, drame
- Durée : 110 minutes
- Dates de sortie : 
  - États-Unis : 4 avril 1953
  - France : 19 janvier 1955

## Distribution
- John Wayne : Steve Aloysius Williams
- Donna Reed : Alice Singleton
- Charles Coburn : Père Burke
- Tom Tully : Père Malone
- Sherry Jackson (en) : Carol Williams
- Marie Windsor : Anne Williams McCormick
- Tom Helmore : Harold McCormick
- Dabbs Greer : Père Peterson
- Leif Erickson : Père Ed
- Douglas Spencer : George
- Lester Matthews : Cardinal William Patrick O'Shea
- Chuck Connors : Stan Schwegler

Acteurs non crédités :
- Murray Alper : Chauffeur de bus
- Renata Vanni : Mère de Maria
- Gayne Whitman : Avocat Grummet
- James Dean : Spectateur de football